# 西尾市立佐久島小学校
西尾市立佐久島小学校（にしおしりつ さくしましょうがっこう）は、かつて愛知県西尾市一色町佐久島影無50番地にあった市立の小学校。2019年（平成31年）4月に西尾市立佐久島中学校と統合され、義務教育学校の西尾市立佐久島しおさい学校が発足した。
三河湾に浮かぶ佐久島唯一の小学校だった。全国へき地教育研究連盟によってへき地学校2級に指定されていた。愛知県でもっともへき地等級が重い2級の小学校は佐久島小学校を含めて5校しか存在しない。

## 特色
戦後の1947年（昭和22年）7月17日には、進駐軍愛知軍政部教育課長のパーカー大尉が佐久島村の教育を視察している。
戦後すぐの1946年（昭和21年）の児童数は362人を数えたが、その後は減少している。1950年（昭和25年）には266人、1960年（昭和35年）には187人、1970年（昭和45年）には73人、1980年（昭和55年）には32人、1990年（平成2年）にも32人、2000年（平成12年）には12人、2010年（平成22年）には20人、2015年（平成27年）には10人となっている。1966年度（昭和41年度）には新1年生が少なかったことから、初めて複式学級が編成された。
最盛期に約1500人だった佐久島の人口は2018年時点で239人に減っているが、児童数の減少率はそれ以上に著しい。2003年度（平成15年度）からは小規模特認校制度を適用して、島外（一色町本土）からの通学を認める「しおかぜ通学」が開始された。2011年（平成23年）4月1日 に一色町が西尾市に編入合併したことで、「しおかぜ通学」の対象者が西尾市全域に拡大された。2012年度（平成24年度）には西尾市本土から西尾市営渡船を利用して4人が、2018年度（平成30年度）には6人が佐久島小学校に通学している。
2004年（平成16年）3月27日には校内に「スポーツクラブさく」が完成し、元プロ野球選手の小松辰雄の講演会が行われた。2004年11月29日には海上自衛隊の掃海艇である「さくしま」が寄港し、児童と隊員の交流会や艦内見学会が行われた。

## 歴史

### 年表
- 1873年（明治6年）2月 - 廃寺を用いて佐久学校として創立。[7]
- 1887年（明治20年） - 佐久島尋常小学校に改称。[7]
- 1888年（明治21年）6月21日 - 影無に校舎を新築。
- 1899年（明治32年）11月20日 - 佐久島尋常高等小学校に改称。[7]
- 1941年（昭和16年）4月1日 - 幡豆郡佐久島国民学校に改称。[7]
- 1947年（昭和22年）4月1日 - 佐久島村立佐久島小学校に改称。[7]
- 1948年（昭和23年）9月23日 - 新校舎が竣工。[2]
- 1954年（昭和29年）4月1日 - 佐久島村の一色町への編入合併により一色町立佐久島小学校に改称。[7]
- 1959年（昭和34年）9月26日 - 伊勢湾台風では校舎附属施設に大きな被害が出る。[2]
- 1962年（昭和37年） - 職員住宅が竣工。[2]
- 1981年（昭和56年）3月28日 - 新校舎が竣工。[8]
- 1987年（昭和62年）1月 - 体育館が竣工。[8]
- 2003年（平成15年）4月7日 - 小規模特認校制度を適用して島外からの通学を認める「しおかぜ通学」が開始。
- 2011年（平成23年）4月1日 - 一色町の西尾市への編入合併により西尾市立佐久島小学校に改称。
- 2019年 (平成31年) 4月 - 佐久島中学校と統合し、義務教育学校の西尾市立佐久島しおさい学校が発足。

### 児童数の変遷
『愛知県小中学校誌』（2018年）によると、児童数の変遷は以下の通りである。
| 1947年（昭和22年） | 300人 |  |
| 1957年（昭和32年） | 222人 |  |
| 1967年（昭和42年） | 84人  |  |
| 1977年（昭和52年） | 57人  |  |
| 1987年（昭和62年） | 38人  |  |
| 1997年（平成9年）  | 16人  |  |
| 2007年（平成19年） | 13人  |  |
| 2017年（平成29年） | 15人  |  |